# Pogorzelica (powiat łobeski)
Pogorzelica (niem.  Margarethenhof ) – wieś sołecka w Polsce położona w województwie zachodniopomorskim, w powiecie łobeskim, w gminie Radowo Małe. W latach 1818–1945 miejscowość administracyjnie należała do Landkreis Regenwalde (Powiat Resko) z siedzibą do roku 1860 w Resku, a następnie w Łobzie.
W latach 1975–1998 miejscowość należała administracyjnie do województwa szczecińskiego.